# Soyouz/Vostok
Soyouz/Vostok (indice GRAU : 11A510) était un lanceur soviétique orbital provisoire conçu pour lancer des prototypes de satellites RORSAT en 1965 et 1966.
Comme pour le lanceur Polyot, le développement de Soyouz/Vostok est devenu nécessaire pour combler le délai entre l'annulation du programme UR-200 et le lancement de Tsiklon-2 qui a repris les lancements des RORSAT.
Soyouz/Vostok était composé de l'étage central et des quatre propulseurs d'une fusée Soyouz combinés au deuxième étage de Vostok-2 (en) et d'un étage supérieur développé pour le futur Tsiklon, faisant partie de la charge utile.
C'est un membre de la famille R-7.

## Historique des lancements
| Date de lancement | Charge utile | Identifiant COSPAR | Site de lancement   | Notes  |
| ----------------- | ------------ | ------------------ | ------------------- | ------ |
| 27 décembre 1965  | Cosmos 102   | 1965-111A          | Baïkonour Site 31/6 | Succès |
| 20 juillet 1966   | Cosmos 125   | 1966-067A          | Baïkonour Site 31/6 | Succès |

### Lanceurs comparables
- Tsiklon
- UR-200